# Parafia Matki Bożej Częstochowskiej w Dzierżaninach
Parafia Matki Bożej Częstochowskiej w Dzierżaninach – parafia rzymskokatolicka, znajdująca się w diecezji tarnowskiej, w dekanacie Zakliczyn. 
Inicjatorem i fundatorem budowy kościoła i plebanii w Dzierżaninach był, pochodzący z Dzierżanin, ks. Emil Ojczyk (ur. 17 grudnia 1929, zm. 4 stycznia 2016) – proboszcz parafii w Otmuchowie w latach 1969–2004, dziekan Dekanatu Otmuchów, kapelan Solidarności, opiekun Ruchu Światło-Życie, honorowy obywatel Gminy Otmuchów.

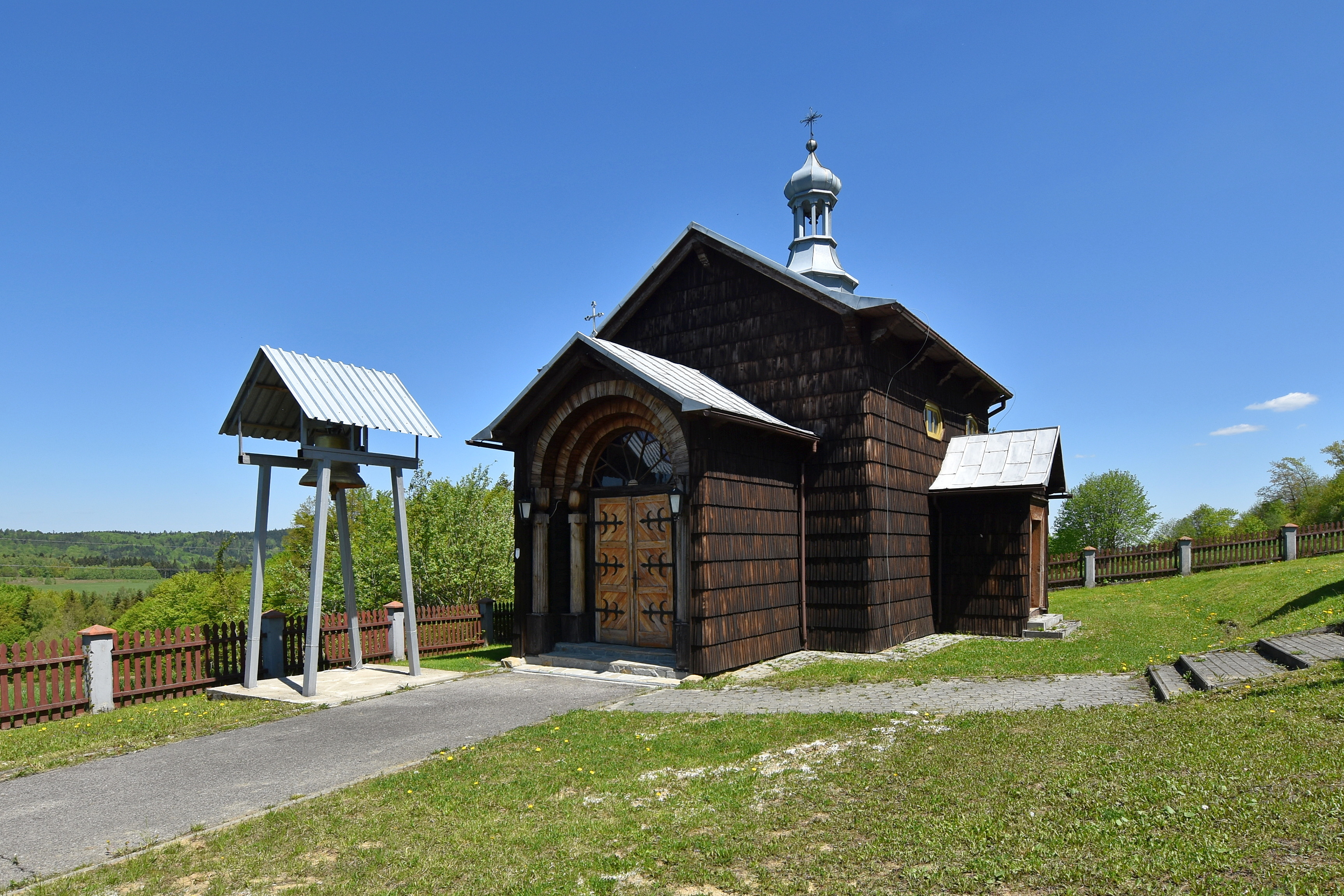
Kaplica cmentarna